# Glycaspis onychis
Glycaspis onychis är en insektsart som beskrevs av Moore 1970. Glycaspis onychis ingår i släktet Glycaspis och familjen rundbladloppor. Inga underarter finns listade i Catalogue of Life.